# Luís José Oliveira Martins
Luís José Oliveira Martins (Lisboa, 1918 — Porto, 1997) foi um arquitecto português.
Formou-se em Arquitectura pela Escola de Belas-Artes do Porto com a classificação final de 19 valores.
Foi membro fundador da O.D.A.M. – Organização dos Arquitectos Modernos – (1947-1952). Apresentou uma tese, no 1º Congresso Nacional de Arquitectura realizado em Lisboa em Maio-Junho de 1948, intitulada: "Alguns factores que intervêm na limitação do desenvolvimento do progresso da arquitectura e do urbanismo" e participou na exposição daquela organização realizada no Ateneu Comercial do Porto em 1951.
A maior parte da sua obra encontra-se no Distrito de Viseu. A Estalagem em Vilar Formoso (1964) e a Casa de Saúde de Viseu (1966) são dois exemplos